# Pavonia rosa-campestris
Pavonia rosa-campestris är en malvaväxtart som beskrevs av A. St.-hil.. Pavonia rosa-campestris ingår i släktet påfågelsmalvor, och familjen malvaväxter. Inga underarter finns listade i Catalogue of Life.

## Bildgalleri

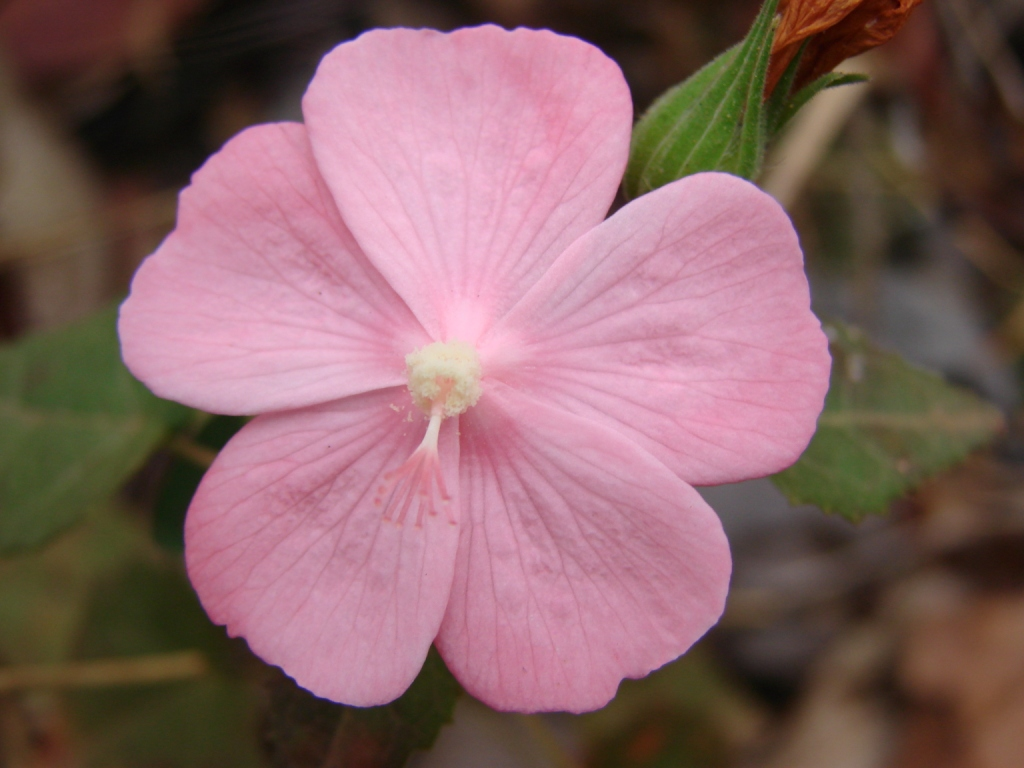
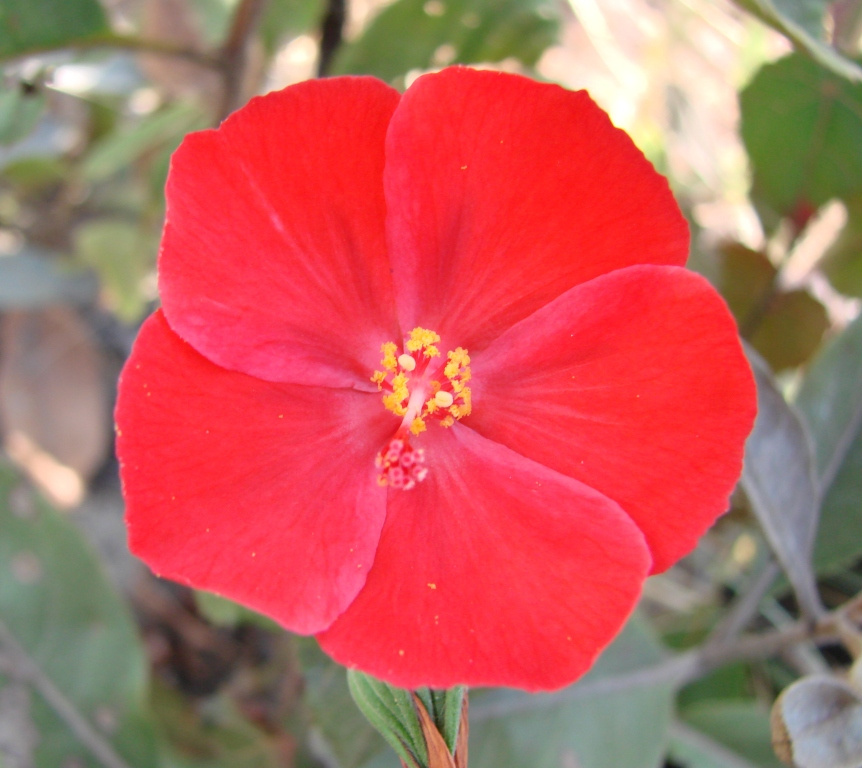
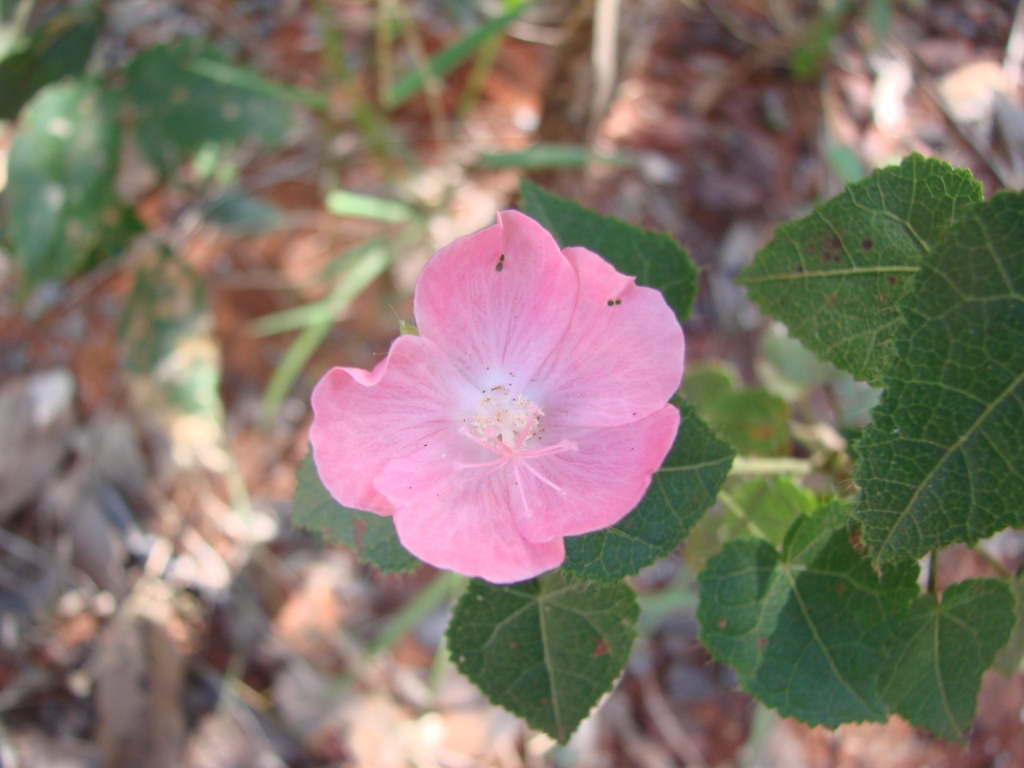